# Фёдоров, Александр Ильич (военный)
 Алекса́ндр Ильи́ч Фёдоров  (1774—1813) — российский военнослужащий, полковник, командир 4-го егерского полка, участник коалиционных войн, Отечественной войны 1812 года и русско-шведской войны.

## Биография
Александр Фёдоров родился в 1774 году, в дворянской семье Орловской губернии.
В 1793 году Федоров поступил из статской службы капралом в Преображенский лейб-гвардии полк, где в том же году был произведен в сержанты, пожалован поручиком и кавалергардом Кавалергардского корпуса, с зачислением в Нижегородский мушкетерский полк.
При расформировании кавалергардов был в 1796 году произведен капитаны и определен в Ярославский мушкетерский полк.
В 1799 году, в ходе Войны второй коалиции он принял участие в походе на остров Корфу. Произведенный в следующем году в майоры, с 1802 по 1806 год находился в десантном отряде в Неаполе.
В 1806 году он был за бригад-майора в корпусе графа Буксгевдена, вступившем в Пруссию, и участвовал в боях при Янкове и Прейсиш-Эйлау, причем за оказанное здесь отличие был пожалован орденом Святого Владимира 4-й степени. Затем Федоров находился при преследовании неприятеля до реки Пассарги, за что был награждён орденом Святой Анны 2-й степени, и в сражениях при Гейльсберге и Фридланде, за что получил орден Святого Владимира 3-й степени.
Переведенный в декабре 1806 года подполковником в Углицкий мушкетерский полк, Федоров в 1808 году был определен в 3-й Егерский полк и тогда же принял участие в осаде Свеаборга, будучи награждён за это орденом Святой Анны 2-й степени, украшенным алмазами, а за дело при кирке Улалемо удостоен Высочайшего благоволения.
В 1809 году Федоров был назначен полковым командиром 4-го Егерского полка, а в 1810 году пожалован полковником, с оставлением в прежней должности.
Александр Ильч Фёдоров умер в 1813 году в одном из походов Русской императорской армии будучи смертельно ранен в сражении.